# Europelta
Europelta là một chi khủng long, được Kirkland Alcalá Loewen Espílez Mampel & Wiersma mô tả khoa học năm 2013.